# Liste der Monuments historiques in Sivry-Ante
Die Liste der Monuments historiques in Sivry-Ante führt die Monuments historiques in der französischen Gemeinde Sivry-Ante auf.

## Liste der Objekte
| Bezeichnung                                 | Beschreibung                           | Standort                                              | Kennzeichnung | Schutzstatus | Datum | Bild |
| ------------------------------------------- | -------------------------------------- | ----------------------------------------------------- | ------------- | ------------ | ----- | ---- |
| Weihwasserbecken                            | Marmor, 18. Jahrhundert                | Sivry-sur-Ante, in der Kirche St-Jean-Baptiste (Lage) | PM51002193    | Inscrit      | 1974  |      |
| Anrichte                                    | Eichenholz, 18. Jahrhundert            | Sivry-sur-Ante, in der Kirche St-Jean-Baptiste (Lage) | PM51002194    | Inscrit      | 1974  |      |
| Gemälde Johannes der Täufer und ein Bischof | Ölfarbe auf Leinwand, 17. Jahrhundert  | Sivry-sur-Ante, in der Kirche St-Jean-Baptiste (Lage) | PM51002195    | Inscrit      | 1974  |      |
| Skulptur Madonna mit Kind                   | Stein, farbig gefasst, 15. Jahrhundert | Ante, in der Kirche Nativité-de-la-Vierge (Lage)      | PM51000017    | Classé       | 1911  |      |
| Kruzifix                                    | Holz, farbig gefasst, 17. Jahrhundert  | Sivry-sur-Ante, in der Kirche St-Jean-Baptiste (Lage) | PM51002196    | Inscrit      | 1974  |      |